# Manbuta niphosema
Manbuta niphosema là một loài bướm đêm trong họ Erebidae.